# Günter Berndt
Günter Berndt (* 9. April 1932 in Landeshut, Provinz Niederschlesien) ist ein deutscher evangelischer Theologe. Er war Direktor der Evangelischen Akademie Berlin, Vorstand der Aktion Sühnezeichen Friedensdienste, Aktivist für deutsch-polnische Versöhnung und Mitherausgeber des Buchs Polen – ein Schauermärchen. Er ist Ehrendoktor der Christlichen Theologischen Akademie Warschau.

## Lebenslauf
Günter Berndt studierte Theologie in Bethel, Wien und Göttingen. Nach seiner Ordination zum evangelischen Geistlichen war er von 1959 bis 1965 Gemeindepfarrer und Schülerpfarrer in Wolfenbüttel. 1965 bis 1969 wirkte er dort als Landesjugendpfarrer der Braunschweigischen Landeskirche. Im Oktober 1969 wechselte er von Wolfenbüttel nach West-Berlin und nahm dort eine Tätigkeit als Studienleiter an der Evangelischen Akademie Berlin auf. 1972 übernahm er die Akademieleitung und blieb bis 1978 Direktor der Berliner Akademie. Anschließend kehrte Berndt in den Pfarrdienst zurück. Von 1978 bis 1994 arbeitete er als Gemeindepfarrer in der Evangelischen Kirchengemeinde Genezareth in Berlin-Neukölln, der damals größten Kirchengemeinde in West-Berlin, unter anderen zusammen mit Pfarrer Weckerling. In den Jahren 1978 bis 1991 engagierte er sich zudem ehrenamtlich als Vorstand in der Aktion Sühnezeichen / Friedensdienste. Nach seiner Pensionierung 1994 zog er zunächst nach Friedersdorf, wo er und seine Ehefrau Brigitte weiter aktiv in der dortigen Kirchengemeinde mitwirkten. Seit 2010 lebt Berndt, nunmehr im Ruhestand, wieder in Berlin. Aus der Ehe sind drei Töchter und zwei Söhne hervorgegangen, eine Tochter starb 2019.

## Politisches Engagement
Die Impulse der Außerparlamentarischen Opposition (APO) und der Studentenbewegung erreichten in den späten 1960er-Jahren die Braunschweigische Landeskirche und regten dort lebhafte Diskussionen an, an denen sich Günter Berndt beteiligte. Innerkirchlich war es die kritische Theologie, die in die Gemeinden einzog und dort für heftige Auseinandersetzungen und persönliche Spannungen sorgte. „Mitarbeiter der damaligen Jugendarbeit sahen auf die Dauer in der Landeskirche keine Chance mehr, erfolgreich in ihrem Sinne zu arbeiten. Der Landesjugendpfarrer Günter Berndt ging nach Berlin“. Hier engagierte sich Berndt in der West-Berliner Aktion Sühnezeichen / Friedensdienste e.V., die sich der Aussöhnung besonders auch mit den östlichen Nachbarländern verschrieben hatte, nutzte seine neuen Möglichkeiten als Studienleiter der Evangelischen Akademie Berlin und gab seinerseits Impulse, indem er gleich zu Beginn seiner Amtszeit im November 1969 im Rahmen der Polnischen Wochen zu einer Studientagung mit dem Thema „Polen im Unterricht“ in die Akademie einlud. Die Schulbuchtagung der Evangelischen Akademie vom 25. bis 27. November 1969 endete mit der Verabschiedung einer Resolution, in der die Teilnehmer „die sofortige Vorbereitung einer polnisch-deutschen Schulbuchkonferenz zur Ausarbeitung neuer Kriterien für die Behandlung Polens im deutschen Schulbuch“ forderten.

### „Polen – ein Schauermärchen“ und die Gründung der deutsch-polnischen Schulbuchkommission
Nach der Tagung vom November 1969 „beschlossen einige Teilnehmer, eine gründlichere Untersuchung zu erarbeiten, statt nur die Protokolle und Ergebnisse der Tagung zu publizieren“ und gründeten einen Arbeitskreis, „der unter dem Namen Arbeitskreis Nachbar Polen bekannt wurde“. „Ein Jahr später, im November 1970, organisierte Berndt eine zweite Konferenz zum Thema ‚Deutschland im polnischen Schulbuch’. An dieser Konferenz nahmen zum ersten Mal polnische Wissenschaftler teil.“ Drei Wochen später, am 7. Dezember 1970, ereignete sich der Kniefall von Warschau, als der deutsche Bundeskanzler Willy Brandt die Stadt besuchte, um dort den Warschauer Vertrag zu unterzeichnen.
Die Unterzeichnung des Vertrags zwischen der Bundesrepublik Deutschland und der Volksrepublik Polen über die Grundlagen der Normalisierung ihrer gegenseitigen Beziehungen am 7. Dezember 1970 „schuf in beiden Ländern günstige politische Rahmenbedingungen und ein positives Klima zum Beginn einer systematischen Zusammenarbeit von Wissenschaftlern, Pädagogen und Schulbuchautoren.“ Seit Beginn des Jahres 1971 ging es in bilateralen Verhandlungen um die Gründung einer Expertenkommission und einer Kommission der Schulbuchverleger. Im August 1971 erschien der rororo-aktuell-Band 1500 Polen – ein Schauermärchen mit einem Umschlagfoto, das Bundeskanzler Willy Brandt „kniend am Ehrenmal für die jüdischen Toten in Warschau“ zeigt, und einem nachdrücklichen Plädoyer für die Einrichtung „ständiger“ deutsch-polnischer Schulbuchkonferenzen. So lautete die Forderung der im Dokumententeil des Bandes veröffentlichten Erklärung zur Tagung der Evangelischen Akademie vom 13.–15. November 1970 zum Thema „Deutschland im polnischen Schulbuch“.
Und tatsächlich wurde, nur ein halbes Jahr nach dem Erscheinen von Polen – ein Schauermärchen, im Februar 1972 die Gemeinsame Deutsch-Polnische Schulbuchkommission „unter dem Dach der UNESCO-Kommissionen beider Länder gegründet“. Die Schulbuchkommission „war ein früher Versuch, nationale Sichtweisen auf die Geschichte zu überwinden, sowohl konfliktbeladene als auch verbindende Elemente der Geschichte zum Thema zu machen und zu einer gemeinsamen Darstellung zu kommen.“ Nach vier Jahren Dialog verabschiedete die Gemeinsame Kommission 1976 schließlich ihre Empfehlungen für die Schulbücher der Geschichte und Geographie in der Bundesrepublik Deutschland und in der Volksrepublik Polen.
Die Gemeinsame Deutsch-Polnische Schulbuchkommission – sie besteht bis heute (Stand: 2021) – würdigte 2007 aus Anlass ihres 35-jährigen Bestehens in einer Ausstellung zur Geschichte ihres Zustandekommens den Beitrag von Polen – ein Schauermärchen. Der eine titelgebende Text dieses Sammelbandes von 1971, Polen ein Schauermärchen – Das Polenbild der Deutschen, stammte aus der Feder von Günter Berndt, der andere, Gehirnwäsche für Generationen, aus der von Reinhard Strecker.

### Die Evangelische Akademie Berlin als Ort der Begegnung und des Ost-West-Gesprächs
Bald nach der Veröffentlichung des Polen-Buchs wurde Günter Berndt 1972 zum Direktor der Evangelischen Akademie Berlin berufen und konnte sein Anliegen, die Ostverträge mit Leben zu erfüllen, aus einer Leitungsposition heraus umsetzen und Begegnungsmöglichkeiten von Ost und West schaffen. Er machte die West-Berliner Akademie in den 1970er-Jahren zu einem Ort der Begegnung und des Austauschs mit Funktionsträgern aus den Ländern hinter dem Eisernen Vorhang einschließlich der Sowjetunion.
Diese Veranstaltungspolitik wusste sich im Einklang mit dem damaligen Landesbischof Kurt Scharf, der sich seinerseits besonders für die Versöhnung mit Polen einsetzte. Als Scharf 1976 aus dem Amt schied und ihm Martin Kruse als Bischof der Evangelischen Kirche in Berlin-Brandenburg folgte, mehrten sich jene Stimmen innerhalb der Kirche, die bereits Ende der 1960er-Jahre Vorbehalte gegenüber dem Dialog mit APO und Studentenbewegung, seit Beginn der 1970er-Jahre Bedenken gegenüber dem Ost-West-Dialog geäußert hatten, weil zu der Zeit überwiegend privilegierte Parteikader und loyale Kirchenfunktionäre aus dem Osten in den Westen reisen durften – und kaum Abgesandte aus dem gemeinen Kirchenvolk.
Das Jahr 1976 war nicht nur hinsichtlich des Bischofswechsels innerkirchlich ein Wendejahr, sondern auch, weil die Evangelische Akademie seit Februar 1976 „aus Rentabilitätsgründen keine selbständige Einrichtung mehr“ war, sondern dem Evangelischen Bildungswerk als einer von fünf Fachbereichen zugeordnet wurde. Der Verlust der Selbstständigkeit machte es Kritikern des Konzepts der „politischen Diakonie“, wie Berndt sie verstand, leichter, ihrem Unbehagen an der „Einseitigkeit“ der politischen Orientierung der Akademie Abhilfe zu verschaffen.
So kam es im Februar 1977, als das Evangelische Bildungswerk Berlin das 25-jährige Bestehen der Evangelischen Akademie Berlin zum Anlass eines Festakts machte, zur Bekanntgabe der Entscheidung der neuen Mehrheit, dem Akademieleiter aufzuerlegen, „sich spätestens bis März 1978 um eine neue Stellung zu bemühen“, wie Der Tagesspiegel am 12. Februar 1977 berichtete. Das war sehr zum Wohlgefallen einer anderen West-Berliner Zeitung, der Berliner Morgenpost. Sie begrüßte am 25. Februar 1977 unter der Überschrift Die Evangelische Akademie Berlin im Dienste des Marxismus ausdrücklich den Beschluss des Kuratoriums der Evangelischen Akademie, „Pfarrer Günter Berndt 1978 abzulösen“, und nannte die geplante Maßnahme einen „Vorgang, wie er in jeder Akademie üblich ist“. Als so üblich hatten etliche Gäste des Festaktes die geplante Maßnahme nicht empfunden, wie die Kirchenzeitung Berliner Sonntagsblatt bereits am 20. Februar 1977 berichtet hatte: „Der Jubiläumsempfang war überschattet von dem Beschluss des Kuratoriums der Evangelischen Akademie, den bisherigen Leiter Dr. Günter Berndt, der sich besonders um die Versöhnung mit Polen bemüht hatte, bis zum Frühjahr 1978 abzulösen.“ Wie unüblich der Beschluss nicht nur in den Augen der bisherigen innerkirchlichen Mehrheit war, verdeutlichte ein „Offener Brief“, den der SPD-Parteivorsitzende Willy Brandt der Akademie zu ihrem Jubiläum geschrieben hatte. Das Berliner Sonntagsblatt zitierte in seinem Jubiläumsbericht den früheren Bundeskanzler mit den Worten, „daß der Beitrag der evangelischen Kirchen und ihrer Einrichtungen zur Aussöhnung mit den östlichen Nachbarn in zentralen Punkten eine Bestätigung dafür war und ist, daß der eingeschlagene Weg über die Verträge moralisch geboten und politisch unausweichlich war“. Aber zu diesem Zeitpunkt war Willy Brandt schon nicht mehr Bundeskanzler und Günter Berndt nur noch Akademiedirektor auf Abruf.

### Die Aktion Sühnezeichen als Motor der Versöhnung mit den Nachbarn im Osten
Nach seinem Ausscheiden bei der Evangelischen Akademie im Frühjahr 1978 und der Übernahme einer Pfarrstelle im Berliner Bezirk Neukölln engagierte sich Günter Berndt verstärkt in der West-Berliner Aktion Sühnezeichen / Friedensdienste e.V.
Aktion Sühnezeichen war 1958 als gesamtdeutsche Organisation gegründet worden, von Anfang an war die Geschäftsstelle in Berlin. Nach dem Mauerbau wurden in den 1960er-Jahren zwei getrennte Geschäftsstellen etabliert: in der Auguststraße in Berlin-Mitte im Ostteil der Stadt von Aktion Sühnezeichen (AS oder auch ASZ) und in der Jebensstraße in Berlin-Charlottenburg im Westteil der Stadt von Aktion Sühnezeichen / Friedensdienste (AS/F oder auch ASF). Der Name des Westvereins wurde damals durch ein per Querstrich angefügtes „Friedensdienste“ ergänzt, im Ostverein blieb es bis zur Wiedervereinigung der beiden Sühnezeichen nach dem Mauerfall beim alten Kernnamen. Nach Jahren der Etablierung und Verselbständigung des westlichen Teils der Organisation als „Aktion Sühnezeichen / Friedensdienste“ erfolgte 1968 deren formelle Gründung als eingetragener Verein (e.V.) nach bundesrepublikanischem Vereinsrecht.
Hier hatte Berndt nach seiner Übersiedlung von Wolfenbüttel nach West-Berlin Ende 1969 Gleichgestimmte gefunden und sich in den 1970er-Jahren als aktives Mitglied engagiert. Der Wechsel auf die Pfarrstelle in Neukölln ermöglichte ihm nun auch die Annahme von Ehrenämtern in der AS/F: 1978 bis 1984 als Stellvertretender Vorsitzender (Vorsitzender von 1980 bis 1984 war der frühere Bischof Kurt Scharf), 1984 bis 1986 als Beisitzer im Vorstand und 1987 bis 1991 erneut als Stellvertretender Vorsitzender. In seiner Funktion als Vorstand setzte Berndt weiterhin Akzente für die deutsch-polnische Versöhnung und wirkte 1991 auf die Wiedervereinigung der 1961 nach dem Mauerbau in einen West- und einen Ost-Verein geteilten Aktion Sühnezeichen hin, die seit ihrer Wiedervereinigung 1991 Aktion Sühnezeichen Friedensdienste e.V. heißt (ohne den West-Querstrich) und deren Mitglied Berndt bis heute (Stand: Juni 2021) ist.

## Würdigung
1976 verlieh der Senat der Christlichen Theologischen Akademie in Warschau Günter Berndt die Ehrendoktorwürde.

## Veröffentlichung
- Günter Berndt und Reinhard Strecker (Hrsg.): Polen – ein Schauermärchen oder Gehirnwäsche für Generationen. Geschichtsschreibung und Schulbücher. Beiträge zum Polenbild der Deutschen. Reinbek bei Hamburg 1971.
  - darin: Polen ein Schauermärchen – Das Polenbild der Deutschen. S. 8–15,
  - Konsequenzen. S. 92–95.